# Squinzano
Squinzano est une commune italienne de la province de Lecce, dans la région des Pouilles.

## Administration
| Période                                  | Période | Identité | Étiquette | Qualité |
| ---------------------------------------- | ------- | -------- | --------- | ------- |
|                                          |         |          |           |         |
| Les données manquantes sont à compléter. |         |          |           |         |

### Communes limitrophes
Campi Salentina, Cellino San Marco, Lecce, San Pietro Vernotico, Torchiarolo, Trepuzzi.